# Bratnie Słowo
Bratnie Słowo – czasopismo Kręgu Instruktorów Harcerskich im. Andrzeja Małkowskiego (KIHAM), ukazujące się co miesiąc w latach 1980–1981. W tym czasie wyszło 7 numerów (przygotowany do wydania numer 8-9 nie ukazał się z powodu wprowadzenia stanu wojennego).
Bratnie Słowo zamieszczało informacje o działalności KIHAM w różnych stronach Polski, dokumenty z historii harcerstwa, materiały z seminariów harcerskich, artykuły o metodyce (Prawo Harcerskie, stopnie harcerskie), programie Związku Harcerstwa Polskiego.
Czasopismo redagowali: Stanisław Czopowicz, Andrzej Gorczycki, Grzegorz Nowik i Leszek Truchlewski. Publikowali w nim m.in.: Stanisław Broniewski, Andrzej Jaczewski, Andrzej Janowski i Kazimierz Koźniewski.
Wokół pisma powstało wydawnictwo działające początkowo pod nazwą "Biblioteczka Bratniego Słowa", następnie (1981-86) jako Niezależne Wydawnictwo Harcerskie.
Nakładem NWH w roku 1985 ukazały się dwa numery Bratniego Słowa (10 i 11), redagowane przez Marka Frąckowiaka, Tomasza Maracewicza i Krzysztofa Stanowskiego, a także cztery numery Zeszytów Bratniego Słowa (w latach 1985-86).
Bratnie Słowo zostało wznowione w 1992 i było wydawane przez Fundację Harcerską imienia Olgi i Andrzeja Małkowskich. W tej serii ukazało się 9 numerów (w tym 3 podwójne). Redaktorem naczelnym był Michał Butkiewicz. Z pismem współpracowali wtedy: Wojciech Hausner, Jan Pastwa, Maciej Pietraszczyk